# Château des Roches (Allier)
Pour les articles homonymes, voir Château des Roches.
Le château des Roches est un château situé à Aubigny (France).

## Localisation
Le château est situé sur la commune d'Aubigny, dans le département de l'Allier, en  région Auvergne-Rhône-Alpes.

## Description
Le château est une gentilhommière construite au XVIIe siècle, flanquée de communs de chaque côté de la cour et pourvue d'une grange à pans de bois. Le corps de logis est un long bâtiment à un seul niveau de comble, flanqué sur un pignon d'un pavillon rectangulaire plus récent, aligné en façade ; de l'autre côte, une petite construction est installée en retour d'équerre,.

## Historique
Le premier seigneur connu et son bâtisseur fut Jean Prévost, dont le père avait été maire de Moulins. La seigneurie resta dans cette famille jusqu'en 1678, où Anne Prévost épousa Thomas Jolly, seigneur de Chamardon, gentilhomme ordinaire de Monsieur, duc d'Orléans. Leur fils Claude Joseph en hérita et en décembre 1789. Sa fille Marie Gilberte, veuve de Jacques Champfeu, vendit la terre à Charles Eloy Tiersonnier, ancien avocat au Parlement, qui fut maire d'Aubigny sous le Premier Empire[réf. souhaitée].